# Hans Sølvhøj
Hans Juul Sølvhøj (11. juli 1919 i København – 28. december 1989) var en dansk politiker (Socialdemokraterne) og minister.
Cand.mag. 1945 fra Københavns Universitet.
Generaldirektør for Danmarks Radio 1961-76 (uden for nummer 1964-67).
- Minister for kulturelle anliggender i Regeringen Jens Otto Krag II fra 26. september 1964 til 28. november 1966
- Minister uden portefølje i Regeringen Jens Otto Krag II fra 28. november 1966 til 1. oktober 1967 med henblik på udenrigspolitiske spørgsmål, navnlig forholdet til FN og NATO.

Hofmarskal 1976-89.